# John Szabo
John F. Szabo (sinh năm 1968)  là giám đốc của Thư viện công cộng Los Angeles  và là người đứng đầu hội đồng quản trị của Trung tâm Thư viện Máy tính Trực tuyến. Năm 2015, ông đã được trao tặng Huân chương National Medal for Museum and Library Service, đây là danh hiệu cao quý nhất về dịch vụ thư viện tại Hoa Kỳ. Trong năm 2018, Szabo có sự xuất hiện trong tác phẩm The Library Book của  Susan Orlean, tác phẩm sắp đặt theo thứ tự về lịch sử của các thư viện, lịch sử của hệ thống thư viện Los Angeles Public Library, và trận hỏa hoạn năm 1986 của Thư viện Los Angeles Central.

John Szabo đang phát biểu

## Thiếu thời
Szabo sinh ra ở Orlando, Florida và lớn lên gần các căn cứ của Lực lượng Không quân ở Alabama, quê hương của ông là Montgomery và cha của ông đang phục vụ trong quân ngũ. Ở đó, ông nuôi dưỡng tình yêu với các cuốn sách, vì các thư viện ở đây được đánh giá cao. Khi 16 tuổi, Szabo bắt đầu làm việc như một nhân viên bàn giấy ở một thư viện trong vùng.

## Giáo dục
Szabo lấy bằng Cử nhân truyền thông từ Đại học Alabama. Sau đó ông nhận bằng Thạc sĩ Thông tin – Thư viện tại Đại học Michigan. Trong khi lấy bằng Thạc sĩ, ông được biết với tên gọi "Conan the Librarian" vì cách hoạt động mãnh liệt khi tổ chức thư viện tại  East Quad.
Trong quá trình giáo dục liên tục sau Thạc sĩ và trong suốt quá trình làm việc của mình, Năm 2010, Szabo đã hoàn thành chương trình Trường Chính phủ John F. Kennedy của Đại học Harvard dành cho Giám đốc điều hành cấp cao trong chính quyền bang và địa phương với tư cách là Thành viên Lãnh đạo Viện Chiến thắng LGBTQ của David Bohnett.

## Sự nghiệp
Szabo bắt đầu sự nghiệp ở Robinson, Illinois. Từ năm 1992-1995, ông đã giúp tái thiết và củng cố thư viện thành phố. Kinh nghiệm của ông sau này được mở rộng đến hệ thống thư viện công cộng Atlanta-Fulton(Giám đốc từ năm 2005-2012),), hệ thống Thư Viện công cộng Clearwater Public ở Florida, và Thư Viện công cộng Palm Harbor, cũng ở Florida. Trong suốt thời kì nhậm chức ở Florida, ông giữ vai trò như Chủ tịch Hiệp hội Thư Viện Florida.
Szabo trở thànhgiám đốc thư viện L.A  vào năm 2012.